# Ле-Пен (Кальвадос)
Ле-Пен (фр. Le Pin) — коммуна во Франции, находится в регионе Нижняя Нормандия. Департамент коммуны — Кальвадос. Входит в состав кантона Лизьё 1-й кантон. Округ коммуны — Лизьё.
Код INSEE коммуны — 14504.

## Население
Население коммуны на 2010 год составляло 731 человек.
| 1962 | 1968 | 1975 | 1982 | 1990 | 1999 | 2010 |
| ---- | ---- | ---- | ---- | ---- | ---- | ---- |
| 382  | 372  | 314  | 389  | 477  | 481  | 731  |

## Экономика
В 2010 году среди 470 человек трудоспособного возраста (15—64 лет) 368 были экономически активными, 102 — неактивными (показатель активности — 78,3 %, в 1999 году было 73,8 %). Из 368 активных жителей работали 342 человека (184 мужчины и 158 женщин), безработных было 26 (4 мужчины и 22 женщины). Среди 102 неактивных 39 человек были учениками или студентами, 33 — пенсионерами, 30 были неактивными по другим причинам.